# Buonalbergo
Buonalbergo – miejscowość i gmina we Włoszech, w regionie Kampania, w prowincji Benewent.
Według danych na 1 stycznia 2022 roku gminę zamieszkiwało 1535 osób (766 mężczyzn i 769 kobiet).